# CKYC-FM
CKYC-FM (Country 93 - Today’s best Country) ist ein privater Hörfunksender aus Owen Sound, Ontario, Kanada. Der Sender sendet aktuelle American Country Musikcharts mit einer Leistung von 28 kW und wird von Bayshore Broadcasting betrieben.

## Geschichte
Am 19. März 2001 erhielt Bayshore Broadcasting die Sendegenehmigung der Canadian Radio-Television and Telecommunication Commission (CRTC) für eine neue Hörfunksendestation für Owen Sound. Die Frequenz wurde auf 93.7 FM festgelegt. Das Musikformat soll American Country Music sein. Der Sendestart war am 4. September 2001.

## Programm
- The Country 93 Morning Show
- Country 93 Nooner
- The Casey Clarke Show
- Top 30 Countdown
- Workday Kickoff
- Country 93 Hall Of Fame